# クロライドペルオキシダーゼ
クロライドペルオキシダーゼ（chloride peroxidase）は、次の化学反応を触媒する酸化還元酵素である。
2 RH + 2 Cl- + H2O2 {\displaystyle \rightleftharpoons } 2 RCl + 2 H2O
反応式の通り、この酵素の基質はRHとH+とCl-とH2O2、生成物はRClとH2Oである。補因子としてヘムを用いる。
系統名はchloride:hydrogen-peroxide oxidoreductaseで、別名にchloroperoxidaseがある。